# Sycosaurus
Sycosaurus è un genere estinto di terapsidi, appartenente ai gorgonopsi. Visse nel Permiano superiore (circa 255 - 260 milioni di anni fa) e i suoi resti fossili sono stati ritrovati in Africa.

## Descrizione
Come tutti gli animali simili (i gorgonopsi), Sycosaurus doveva possedere un corpo forte e muscoloso, sorretto da quattro arti robusti e dotati di artigli. Il cranio era grande e dotato di un muso allungato. Alcune specie superavano di poco il metro e mezzo di lunghezza, mentre altre arrivavano ai 2,5 metri. Nonostante Sycosaurus non fosse uno dei gorgonopsi più grandi, era dotato di un cranio molto robusto e di orbite relativamente piccole.

## Classificazione
Sycosaurus venne descritto per la prima volta da Haughton nel 1924, sulla base di resti fossili ritrovati in Sudafrica, nella zona del Karroo. La specie tipo, Sycosaurus laticeps, proviene dalla Cistecephalus Zone ed era di dimensioni medio-piccole (circa 1,2 metri di lunghezza, con un cranio lungo circa 25 centimetri). A questo animale potrebbero essere attribuiti anche gli esemplari noti come Leontocephalus. Altre specie più grandi provengono dalla Tanzania: S. kingoriensis (descritto inizialmente come Lycaenops kingoriensis) raggiungeva i 2,5 metri, mentre S. terror (precedentemente noto come Ruhuhucerberus terror) era lungo circa 2 metri. 
Sycosaurus è considerato un rappresentante derivato dei gorgonopsi, un gruppo di terapsidi carnivori tipici del Permiano superiore. Sycosaurus e l'affine (e forse identico) Leontocephalus, insieme a Clelandina e Rubidgea, rappresenterebbero un ramo di gorgonopsi di medie dimensioni e molto specializzati (Gebauer, 2007).